# PDMI
Il PDMI (Portable Digital Media Interface) è uno standard di interconnessione per i lettori portatili. È stato sviluppato dalla CEA (Consumer Electronics Association) come standard ANSI/CEA-2017-A nel Febbraio del 2010 con il supporto di parecchie aziende internazionali di elettronica. Tale standard è nato anche come alternativa all'interfaccia iPod che viene usata esclusivamente da Apple Inc.
Lo standard CEA-2017-A è la nuova revisione del precedente standard ANSI/CEA-2017 adottato nel Luglio del 2007, il quale usava un protocollo seriale proprietario basato sulla rete "Media Oriented Systems Transport" (MOST) e raramente è stata usata nei dispositivi attuali.
Il connettore PDMI è progettato per funzionare come una interconnessione tra dispositivi e visualizzatori portatili aventi una base di aggancio e dispositivi portatili aventi funzionalità di riproduzione audio/video. Fra i dispositivi vi sono gli apparecchi audio/video, i sistemi di intrattenimento delle automobili, i chioschi digitali e i sistemi di intrattenimento di volo e degli alberghi dove il PDMI viene usato per rimpiazzare il connettore a forcella dell'iPod.
Il PDMI usa un contenitore a 30 pin con dimensione approssimative di 2.5 mm x 22 mm. Tale connettore include le seguenti interfacce elettriche:
- DisplayPort v1.1a a 2 canali con canale AUX, rilevamento Hot Plug, e linea di corrente 3.3 V
- USB 3.0, USB 2.0, e USB On-The-Go
- Uscita di linea stereo analogica per i dispositivi audio tradizionali
- HDMI CEC per il controllo remoto
- Linea di corrente ad alto assorbimento per i dispositivi host e portatili

La componente DisplayPort fornisce indici di velocità di 4.32 Gbit/s e supporta fino al video 1080p e riproduzione audio a 8 canali su un dispositivo di visualizzazione collegato, così come l'EDID e i comandi di controllo della visualizzazione. Il segnale DisplayPort può essere convertito nel formato HDMI usando elettronica interna o esterna (in quest'ultimo caso usando l'alimentazione a 3.3 V del DisplayPort).
Le interfacce USB 3.0 "SuperSpeed", USB 2.0, e USB On-The-Go supportano il trasferimento dei file e il controllo del dispositivo, così come l'intercomunicazione tra dispositivo e dispositivo.